# Троицкая, Александра Сергеевна (микробиолог)
Алекса́ндра Серге́евна Тро́ицкая (14 [26] мая 1896, село Бряньково, Калужская губерния — 19 апреля 1979, Калуга) — советский микробиолог-лепролог, кандидат медицинских наук. Автор вакцины против рака.

## Биография
Родилась в Бряньково (ныне — в Суворовском районе Тульской области), выросла в Калуге.
В 1917 году окончила Калужское епархиальное училище (училась в том числе у К. Э. Циолковского); в 1920-е годы работала учительницей.
В 1934 году окончила Харьковский медицинский институт. В 1940—1951 годы — врач-микробиолог, с 1946 — старший научный сотрудник Астраханского лепрозория.
С 1951 года (после выхода на пенсию) работала микробиологом в лаборатории Калужского онкологического диспансера. Игорь Шедвиговский в очерке «Тайна» — для всех» писал о деятельности Троицкой по борьбе с раком: «Вся «вина» Троицкой заключалась в том, что она своим новаторскими исследованиями зацепила интересы закосневшей онкологической науки, пирамиду её структур с  Герценовским институтом и онкологическим научным центром на вершине».
Воспоминания А. С. Троицкой опубликованы в книге «Циолковский в воспоминаниях современников» (Тула, 1971. — С. 129—158).
Похоронена на Пятницком кладбище в Калуге.

## Научная деятельность
В 1946 году в Казанском университете защитила кандидатскую диссертацию по биотерапии болевого синдрома при лечении лепры.
Предложила метод использования микроорганизмов для создания терапевтической противоопухолевой вакцины из бактериальных гемокультур.
Предложила особую питательную среду для выращивания микроорганизмов (среда Троицкой).
Обнаружила новые штаммы коринебактерий — «коринебактерии Крестовниковой — Троицкой».